# Peugeot 304
Der Peugeot 304 ist ein Personenkraftwagen der unteren Mittelklasse. Peugeot stellte ihn im Oktober 1969 auf dem Pariser Automobilsalon in der Version als Limousine vor. Das Design der Karosserie dieses Fahrzeugs stammt aus dem Hause Pininfarina in Turin (Italien).

## Technik
Der Peugeot 304 hat eine selbsttragende Karosserie, die im Wesentlichen auf jener des 204 basiert; die Abmessungen des Innenraums sind gleich. Der hintere Überhang wurde um 13 cm verlängert, wodurch sich das Kofferraumvolumen verglichen mit dem 204 von 330 auf 445 Liter vergrößerte. Die Frontpartie wurde gestalterisch an den Peugeot 504 angelehnt.
Die Vorderräder sind an Querlenkern mit MacPherson-Federbeinen aufgehängt, die Hinterräder an gezogenen Längslenkern mit Schraubenfedern. Vorn und hinten hat der Peugeot 304 Teleskopstoßdämpfer und einen Kurvenstabilisator. Die Lenkung ist eine Zahnstangenlenkung. Zur Bremsanlage gehören vorn Bremsscheiben mit einem Durchmesser von 256,5 mm, Bremstrommeln hinten und ein Bendix-Bremskraftregler.
Der quer eingebaute Vierzylinder-Reihenmotor des 204 mit Leichtmetallzylinderblock, hängenden Ventilen und obenliegender Nockenwelle wurde für den 304 um 1 mm aufgebohrt und erhielt 7 mm mehr Hub, woraus sich ein Hubraum von nun 1288 cm³ ergab. Die Nockenwelle wurde mit einer Kette angetrieben. Abhängig davon, ob der elektromagnetisch kuppelnde Lüfter eingeschaltet war oder nicht, ergab sich eine Motorleistung von 59 oder 65 DIN-PS (43 bzw. 48 kW) bei 6000/min. Eine Besonderheit war der abgewinkelt (über zwei Umlenkrollen geführt) laufende Keilriemen, der Wasserpumpe, Lichtmaschine und den Lüfter antrieb. Die Antriebskraft wird über ein vollsynchronierstes Vierganggetriebe mit Lenkradschaltung (unter anderem beim Coupé Mittelschaltung) an die Vorderräder übertragen. Mit dem 48-kW-Motor war der 304 etwas über 150 km/h schnell.

## Modellpflege
Im März 1972 kam der verbesserte Peugeot 304 als GL und als neuer S mit 55 kW (75 PS) auf den Markt – anders als sein Vorgänger mit Lüftungsschlitzen an der C-Säule, neuen breiteren Rückleuchten mit Rückfahrscheinwerfer, statt Bandtacho mit Rundinstrumenten sowie mit Sicherheitsgurten und Kopfstützen. Weiter wurde die Mittelschaltung eingeführt. Dazu gab es eine als SLS bezeichnete Luxusvariante mit Drehzahlmesser, Metalliclack, großem Schiebedach, Velours und weiteren Extras serienmäßig. 1976 war ein Dieselmotor mit etwa 1,4 L Hubraum und 33 kW (45 PS) erhältlich. Dieser war bei Markteinführung der kleinste Pkw-Dieselmotor der Welt, 1981 wurde er in der Größe, nicht aber im Gewicht vom Motor des Fiat 127 D unterboten. Mit dem stärksten 55-kW-Motor erreichte der 304 eine Höchstgeschwindigkeit von 160 km/h. Ab Herbst 1977 wurde der 304 im Detail nüchterner und einfacher, zum Beispiel keine Nirosta-Radkappen mehr. Er war nur noch das billigere Einfachmodell unterhalb des im November 1977 eingeführten Peugeot 305. Dieser war zunächst als zusätzliches Modell geplant, löste den Typ 304 aber 1980 doch ab.
Bis zur Produktionseinstellung im Herbst 1980 wurden weit über eine Million Fahrzeuge dieses Typs gebaut. 1970 bis 1972 wurden etwa 4200 Wagen in den USA verkauft. Vom Coupé wurden 1970 bis 1975 über 60.000 Stück gefertigt.

## Varianten
Wie beim 204 gab es auch vom 304 vier Karosserieversionen:
- viertürige Stufenhecklimousine (Oktober 1969 bis Oktober 1979)
- dreitüriges Kombicoupé (März 1970 bis April 1975)
- zweitüriges Cabriolet (März 1970 bis Juli 1976)
- fünftüriger Kombi („Break“) sowie ein dreitüriger Kastenwagen („Fourgonnette“; September 1970 bis Oktober 1980)

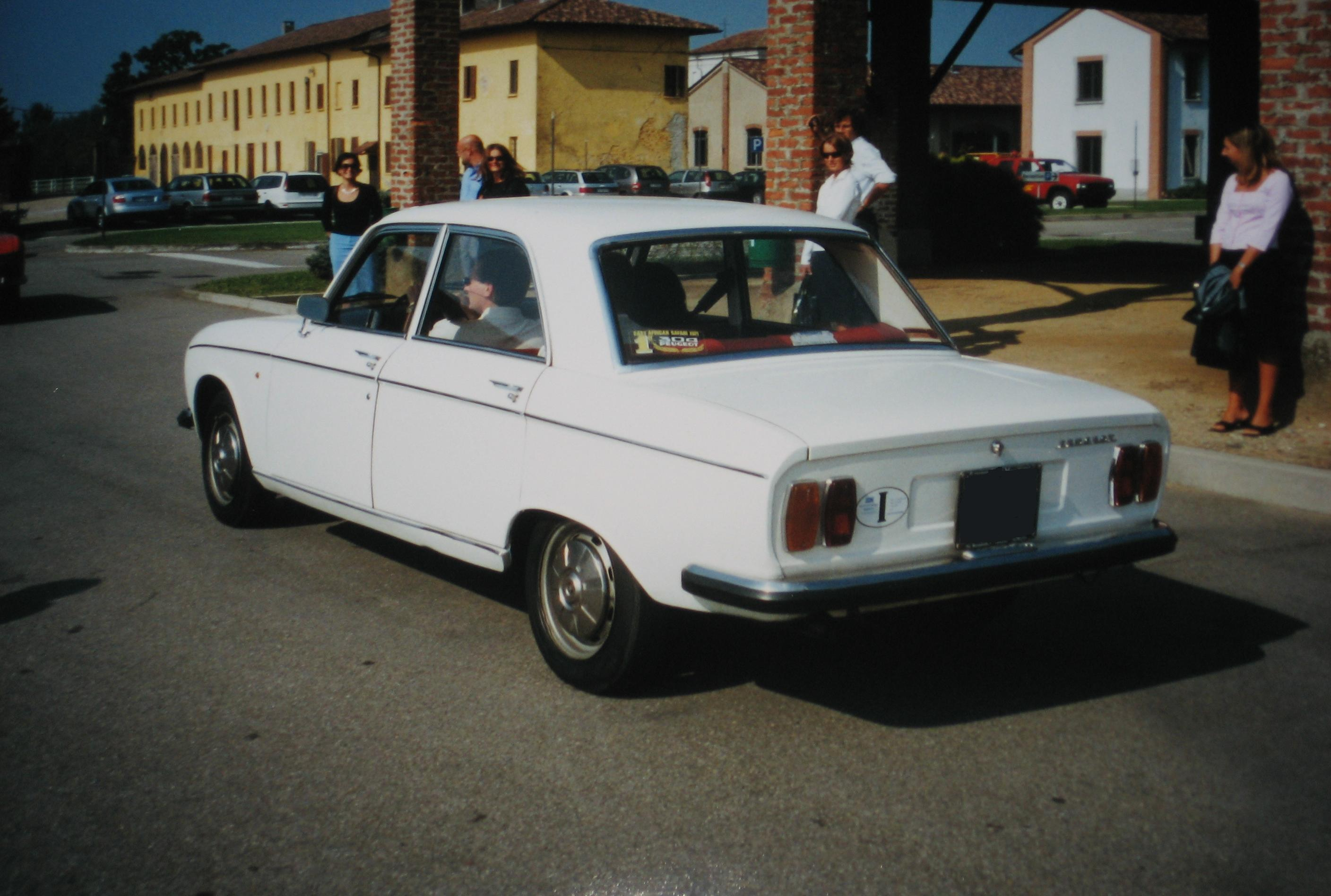
Heck der 304 Limousine
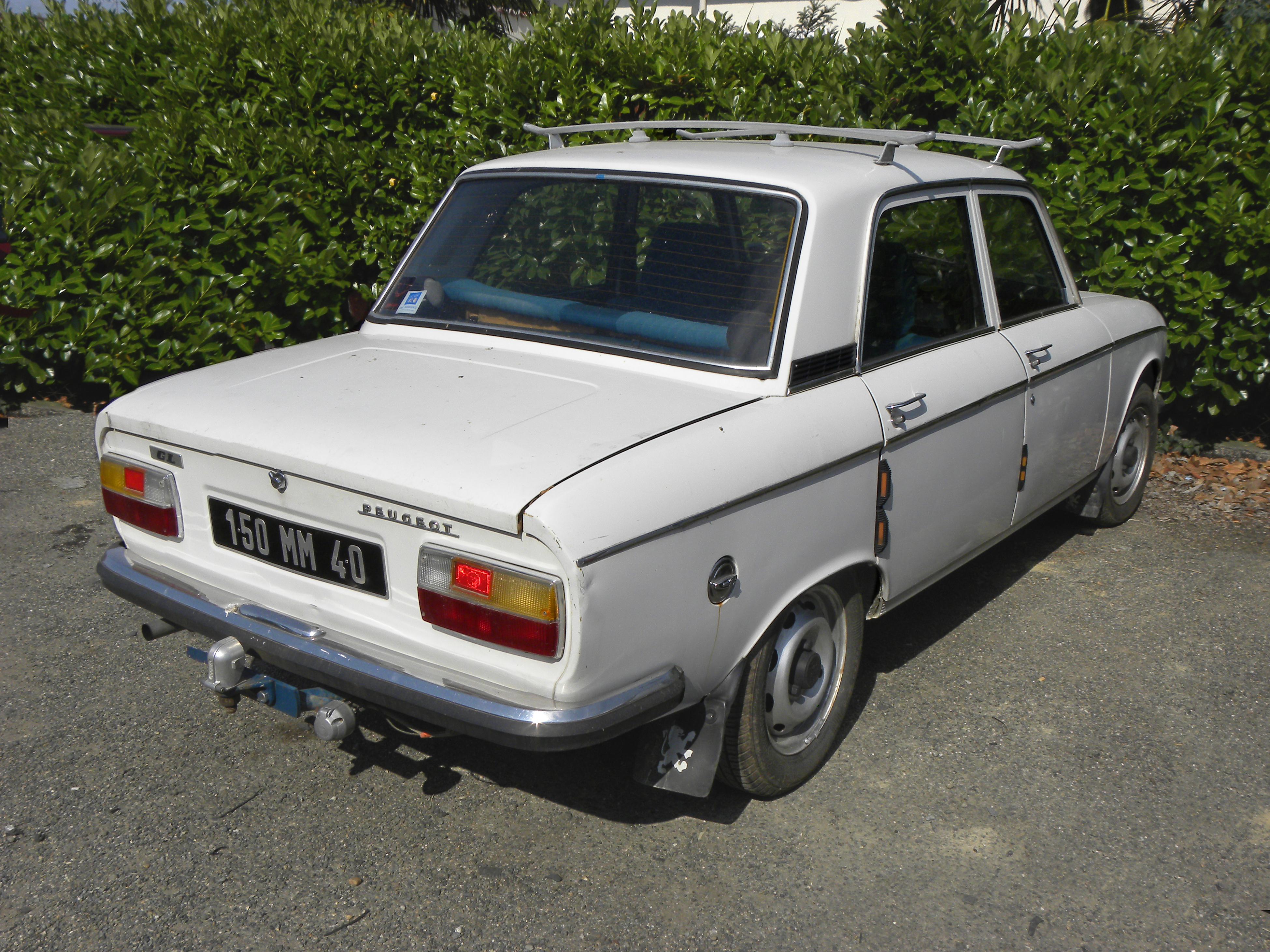
Modellgepflegt ab 1972
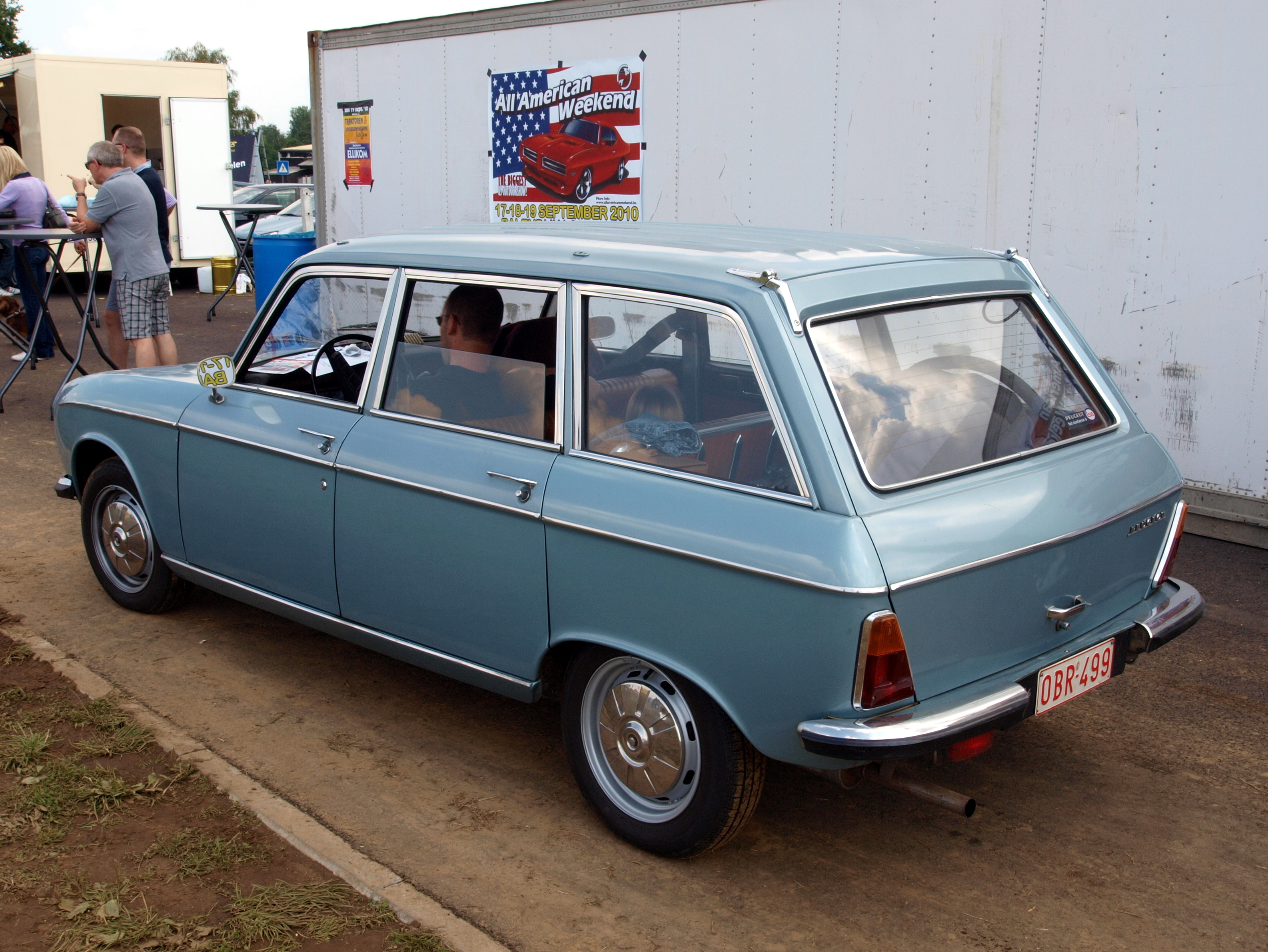
Peugeot 304 Break (1970–1980)
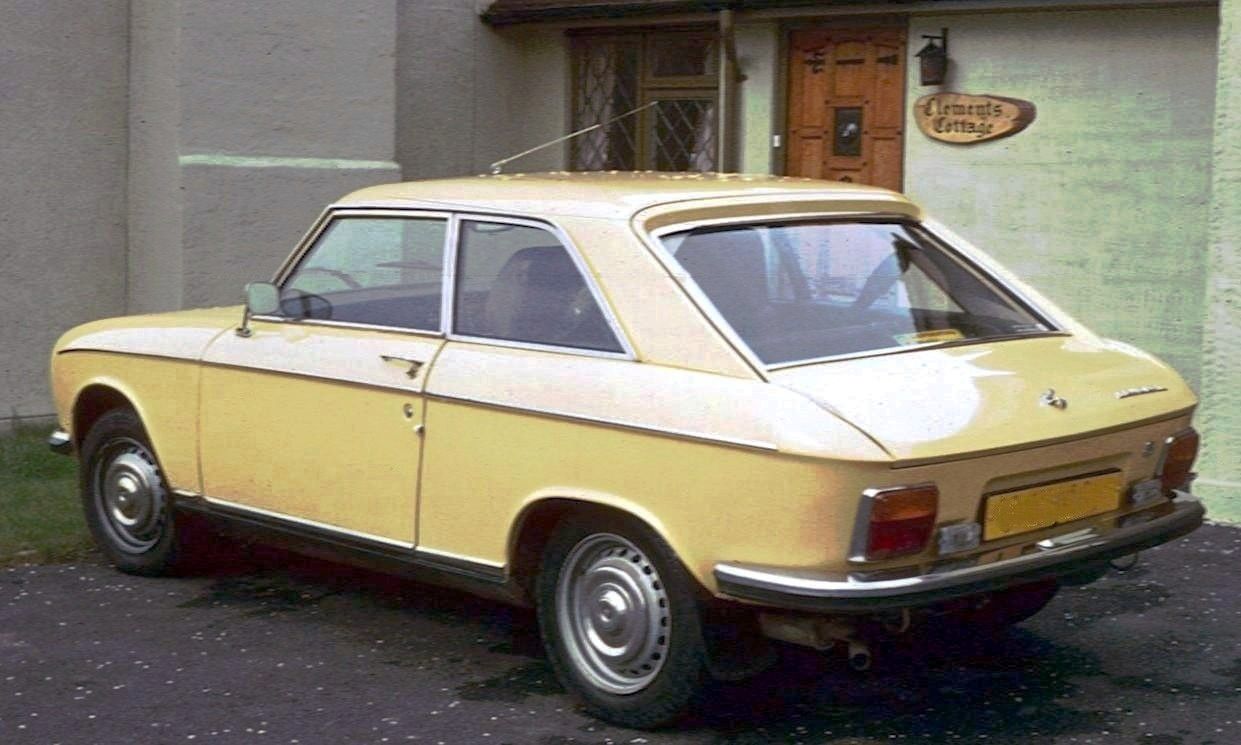
Peugeot 304 Coupé (1970–1975)
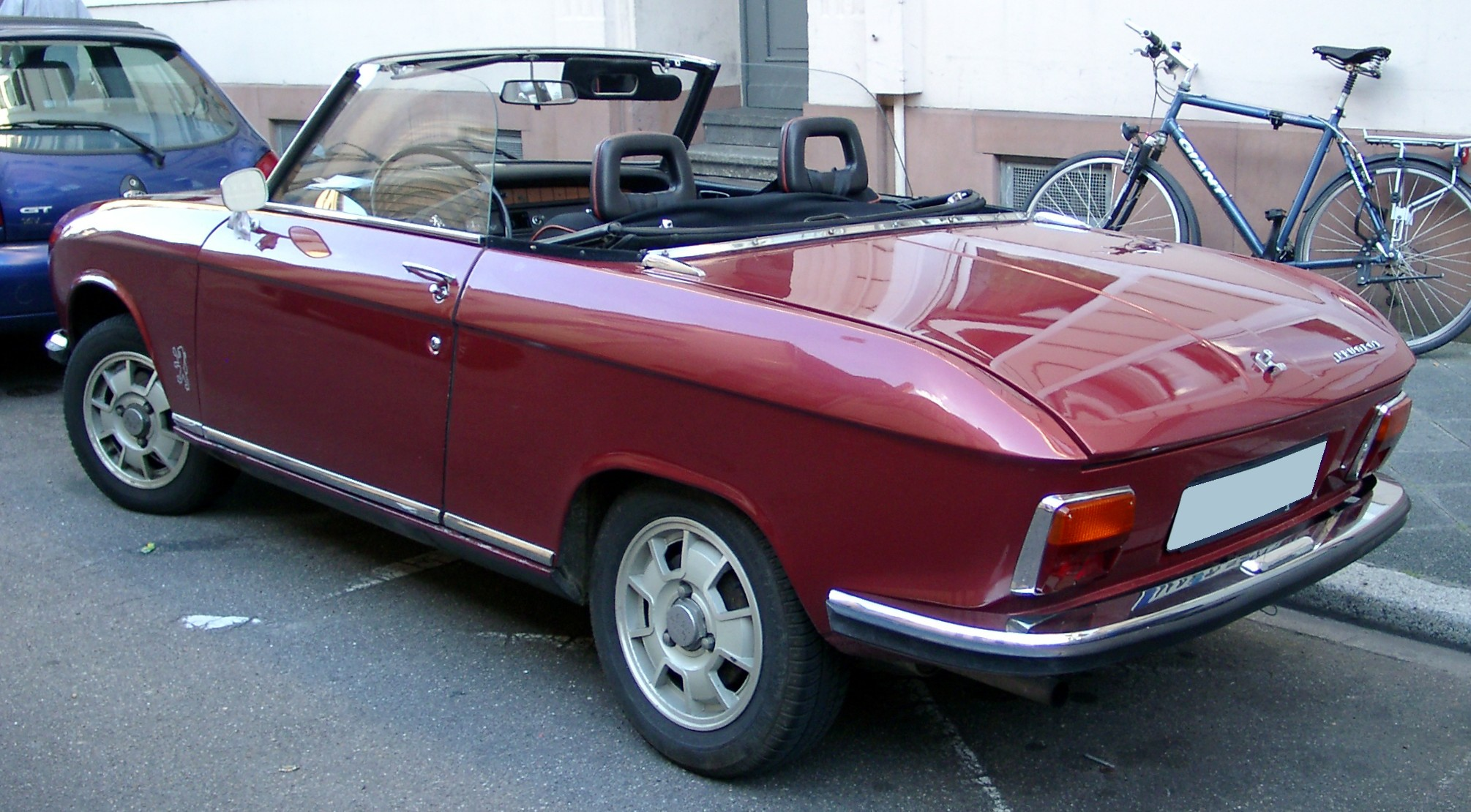
Peugeot 304 Cabrio (1970–1976)
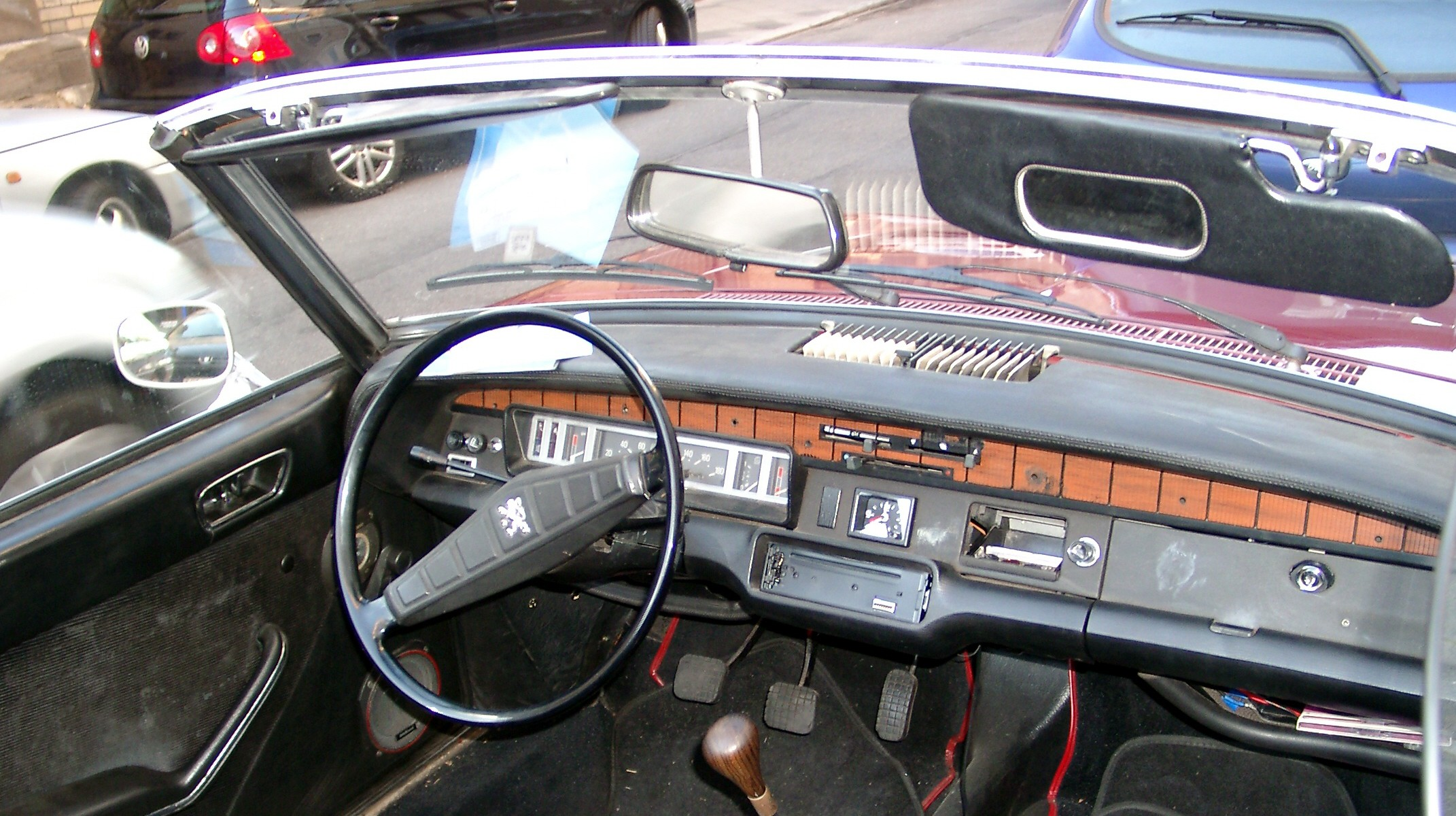
Armaturentafel ohne Rundinstrumente (hier Cabrio)
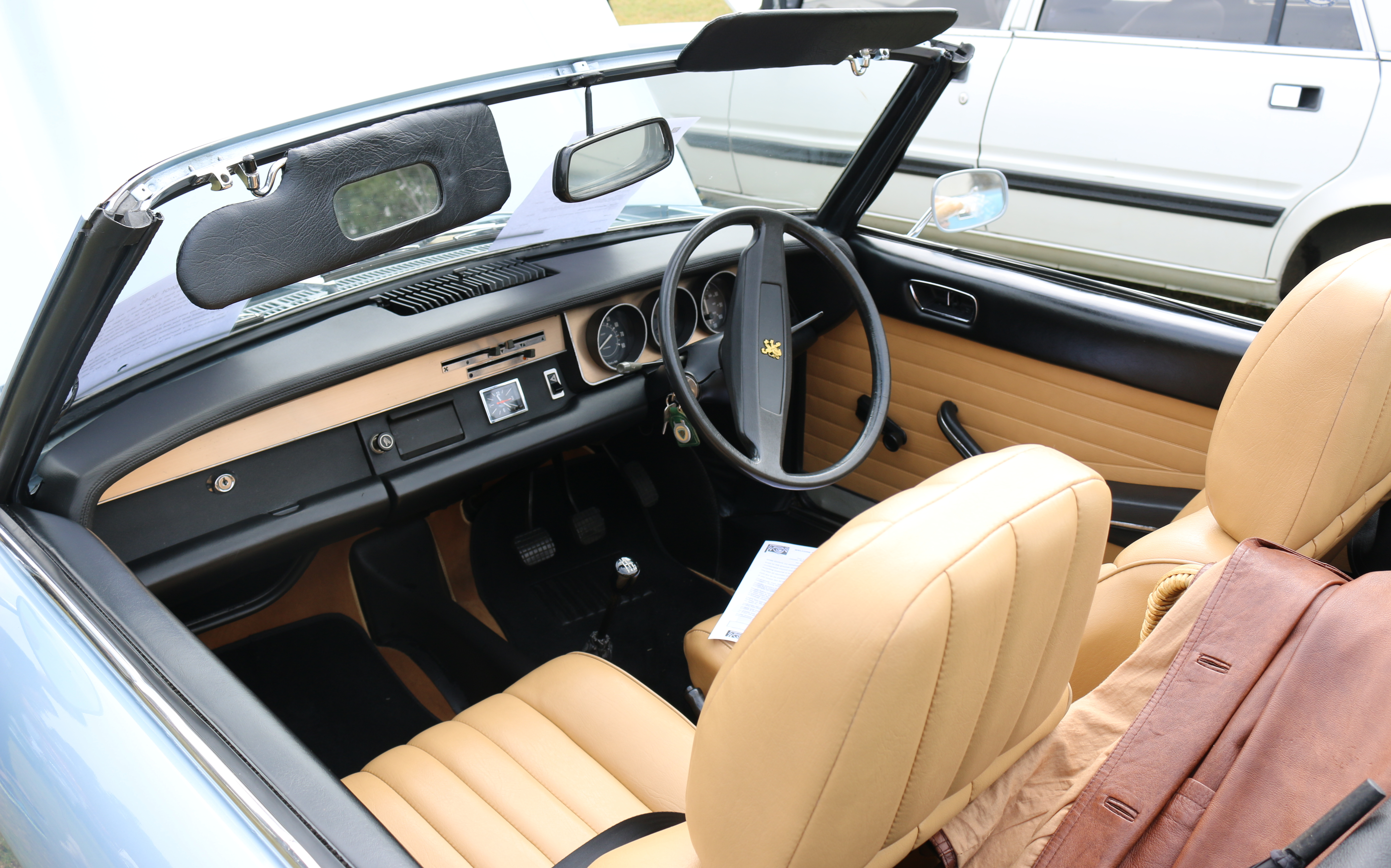
Armaturentafel (hier Cabrio 1972)
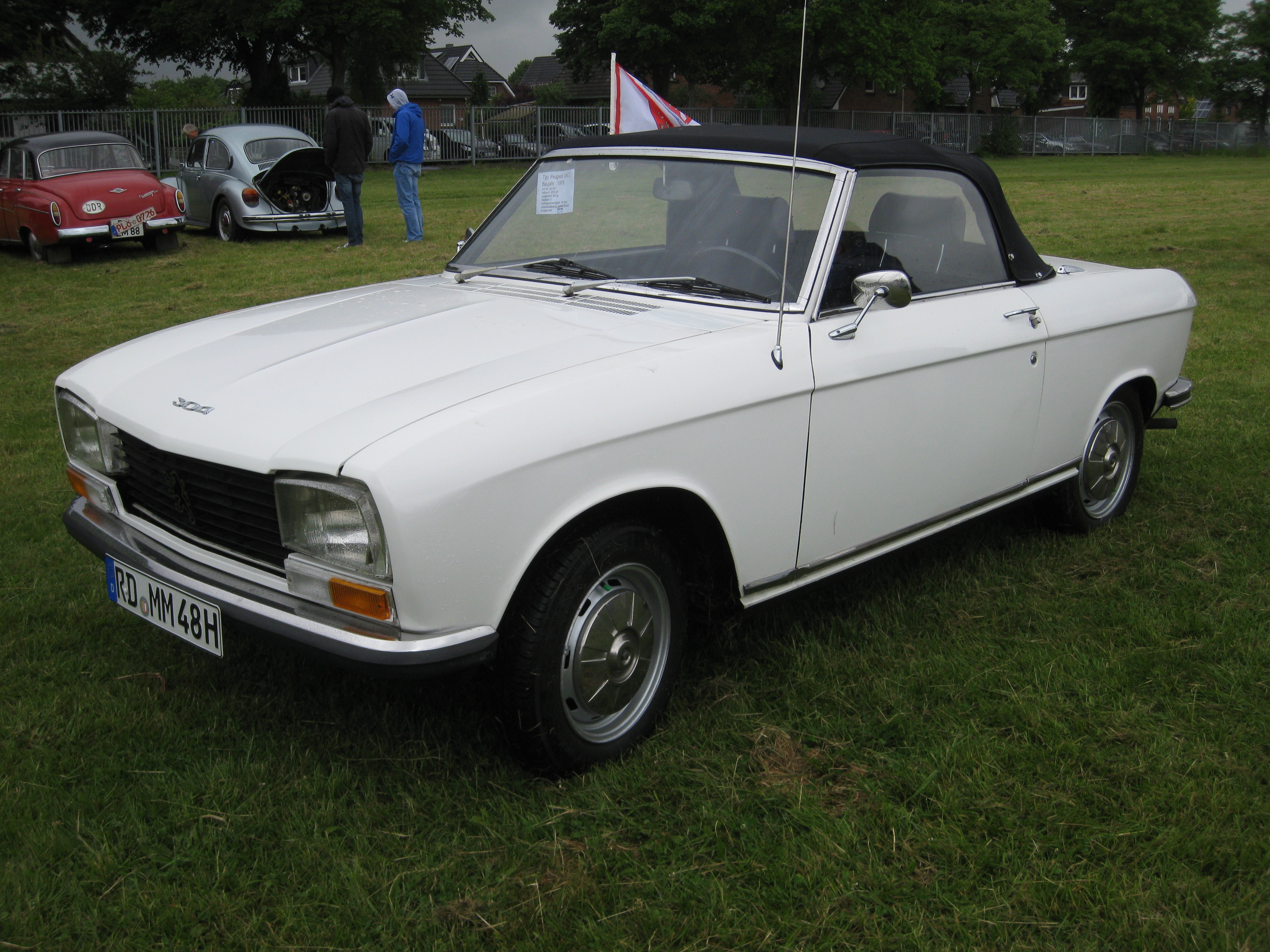
Peugeot 304 Cabrio mit geschlossenem Verdeck
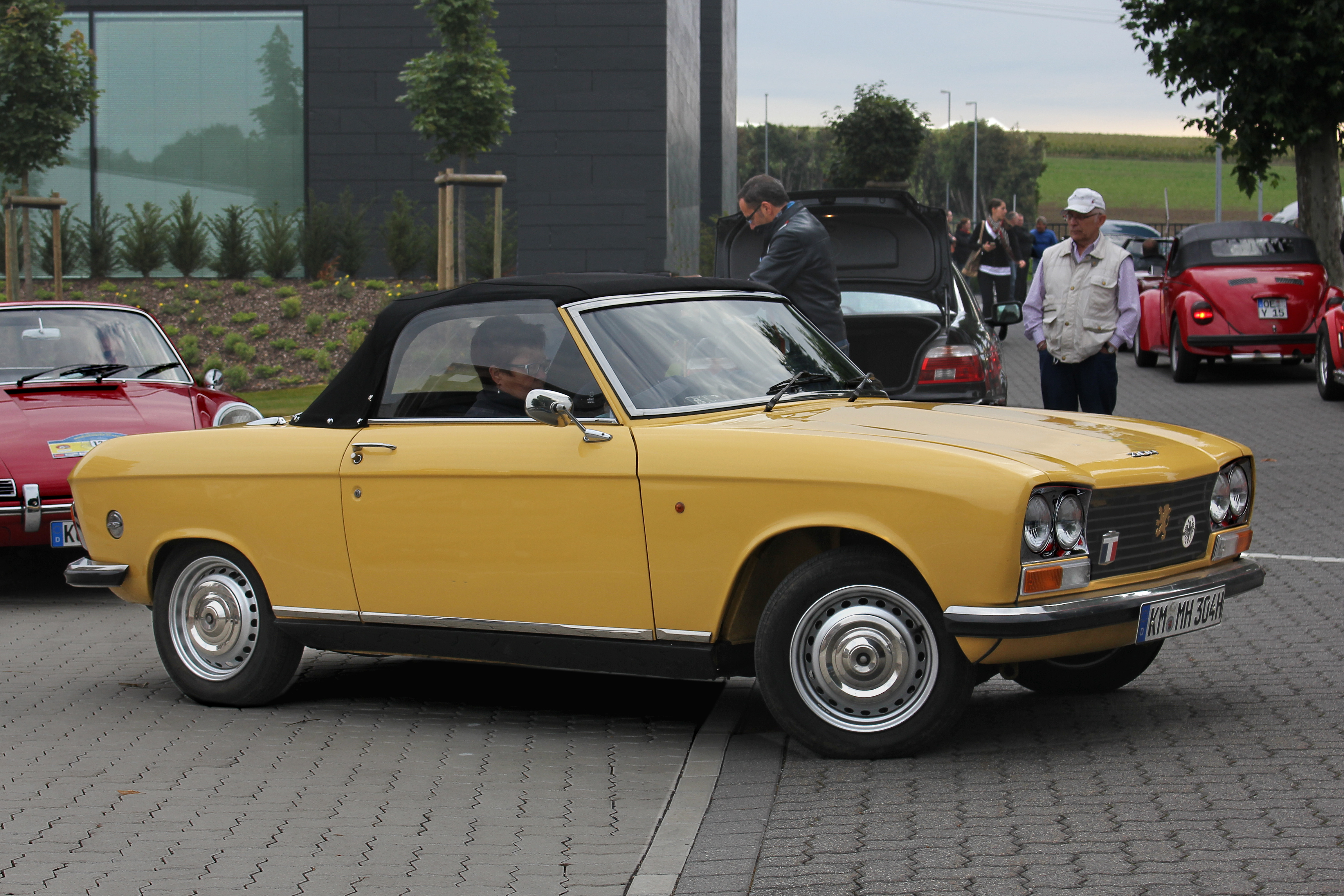
Cabriolet mit US-Doppelscheinwerfern, Baujahr 1973
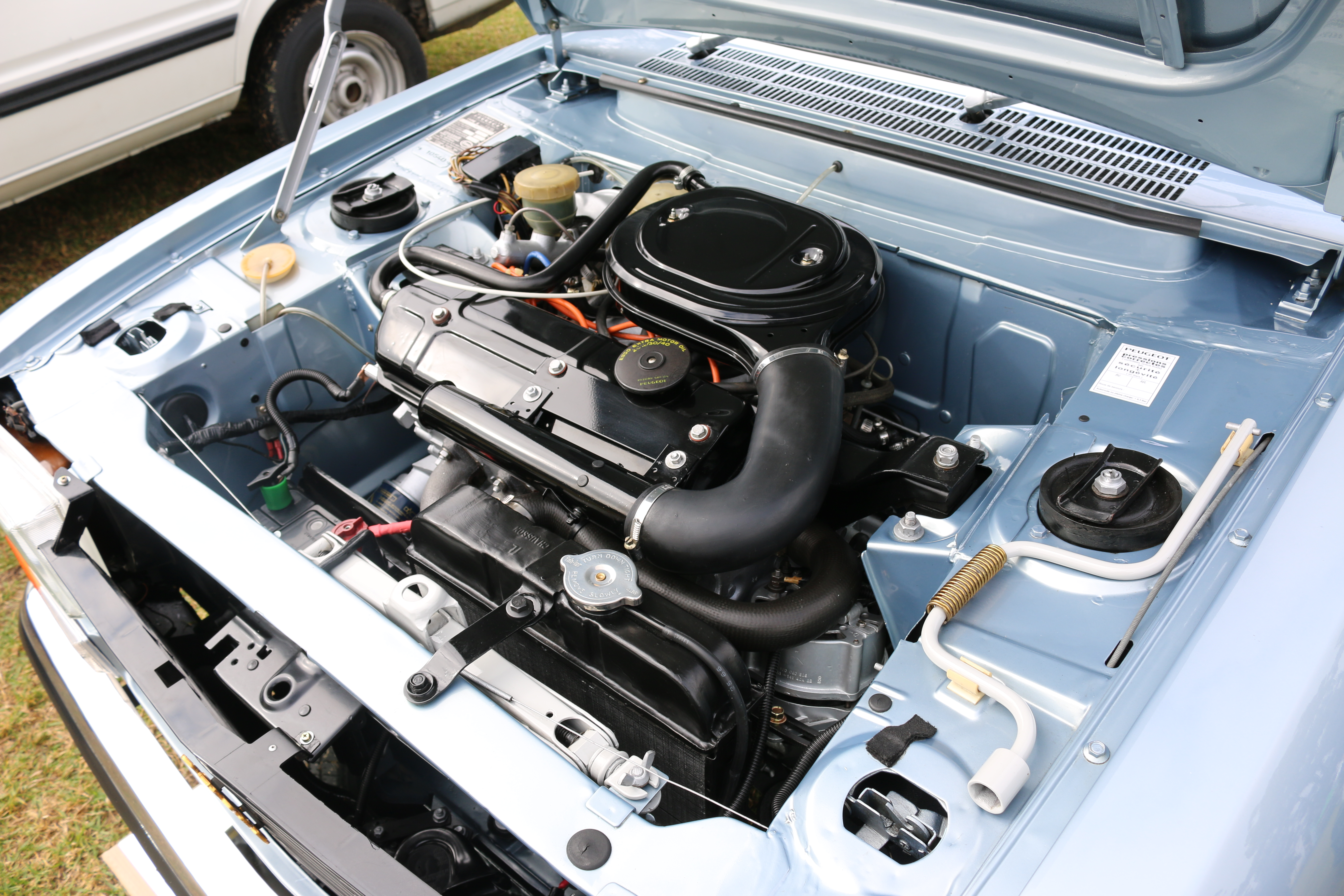
Quer eingebauter Motor (hier Cabrio 1972)

## Fahrzeugbeurteilung
Der Motor mit Leichtmetallzylinderblock galt im Gegensatz zur rostanfälligen Karosserie als innovativ und verlässlich.
Die Motorpresse kritisierte bei Lenkrad- und Mittelschaltung die unpräzise Schaltführung.
Der Peugeot 304 hatte einige konstruktive Eigenheiten, die dem Besitzer Ärger bereiteten. Der Keilriemen für den Antrieb von Lichtmaschine, Wasserpumpe und Kühlerventilator war abgewinkelt (über zwei Umlenkrollen geführt), da der Ventilator die Luft parallel zur Fahrtrichtung durch den Kühler saugen musste.  Der Unterbrecherkontakt saß unter dem Ausgleichstank der Kühlflüssigkeit, der zum Wechsel ausgebaut werden musste. Die Bremse arbeitete mit nur einem Hydraulikkreis. Der Dieselmotor war zum Wechseln der Zylinderkopfdichtung komplett auszubauen.